# Saint-Sylvestre (Alto Vienne)
 Saint-Sylvestre  (en occitano Sint Sauvéstre) es una población y comuna francesa, situada en la región de Lemosín, departamento de Alto Vienne, en el distrito de Limoges y cantón de Ambazac.

## Demografía
| 746 | 696 | 648 | 660 | 668 | 715 | 866 |
| Para los censos de 1962 a 1999 la población legal corresponde a la población sin duplicidades (Fuente: INSEE [Consultar]) |     |     |     |     |     |     |